# Olympische Zomerspelen 1964
De Olympische Zomerspelen van de XVIIIe Olympiade werden in 1964 gehouden in Tokio, Japan. Naast Tokio hadden ook Brussel, Detroit en Wenen en een poging gedaan om de Spelen te mogen organiseren. Al in 1936 was Tokio gekozen om in 1940 de Spelen te organiseren, maar deze werden later aan Helsinki, Finland, toegewezen vanwege de inval van Japan in China. Uiteindelijk gingen de Spelen van 1940 in het geheel niet door vanwege het uitbreken van de Tweede Wereldoorlog. De Spelen van 1964 waren de eerste die in Azië werden gehouden.
De organisatie van de Spelen was, dankzij een budget van zesentwintig miljoen dollar, onberispelijk. De sportaccommodaties waren nagenoeg perfect, met een indrukwekkend stadion en een reusachtig olympisch zwembad. Ook het olympisch dorp was een pareltje. Ondanks deze schitterende infrastructuur ontbrak het de Spelen schijnbaar toch aan geestdrift en warmte.

## Hoogtepunten
- Het olympisch vuur werd aangestoken door Yoshinori Sakai, de nationale universitaire kampioen op de 400 meter. Hij werd op 6 augustus 1945 geboren in Hiroshima op de dag dat daar de eerste atoombom ontplofte.
- Sinds 1960 hadden heel wat Afrikaanse landen hun onafhankelijkheid verworven. Zeventien van die landen waren in Japan aanwezig. Verder traden de Duitse Bondsrepubliek en de Duitse Democratische Republiek voor het eerst elk met een eigen ploeg aan. Hun resultaten werden wel nog gecombineerd in de medaillestand weergegeven. Dit zou veranderen op de volgende Spelen. Zuid-Afrika was uitgesloten wegens zijn apartheidspolitiek.
- Voor het eerst stonden judo en volleybal op het programma. Beide sporten waren zeer populair. Japan wist drie gouden medailles te winnen bij het judo, maar de titel in de open klasse ging naar de Nederlander Anton Geesink.
- De gymnaste Larissa Latynina (Sovjet-Unie) won twee gouden medailles, een zilveren en twee bronzen medailles. Daarmee bracht zij haar totale aantal olympische medailles op 18 (9 keer goud, 5 keer zilver en 4 keer brons).
- Abebe Bikila uit Ethiopië wist als eerste atleet met succes zijn olympische titel op de marathon te verdedigen, en dat nog geen zes weken nadat zijn blindedarm was verwijderd.
- De vrouwenvijfkamp (atletiek) werd voor het eerst in het programma opgenomen.
- De Hongaarse waterpolospeler Dezso Gyarmati won zijn vijfde medaille op rij.
- Imre Polyák won eindelijk een gouden medaille bij het Grieks-Romeins worstelen, nadat hij op de vorige drie Spelen, steeds als tweede was geëindigd.
- In de atletiek wonnen de Amerikanen de helft van de nummers (12 van de 24). Zelfs in de halve-fondnummers, waarin zij voorheen nooit schitterende resultaten hadden geboekt, verrasten ze. Zo won Billy Mills de 10.000 meter, voor de Australische favoriet Ron Clarke, die uiteindelijk derde werd. Ook op de 5.000 meter won een Amerikaan van de favoriet: Bob Schul won van de Fransman Michel Jazy, die het podium niet haalde. Deze Amerikaanse atletiekploeg werd vervolmaakt door de zwarte sprinter Bob Hayes, die de 100 meter won in 10,0 en in de 4 × 100 meter als laatste loper opklom van een derde naar een eerste plaats.
- De Nieuw-Zeelander Peter Snell, nog een nobele onbekende in 1960, was inmiddels uitgegroeid tot een van de grootste atleten van zijn tijd. Hij had het wereldrecord van Roger Moens verbeterd en behield in Tokio zijn olympische titel op de 800 m. Ook won hij de 1.500 meter.
- De zeventienjarige Amerikaan Don Schollander won in het zwemmen vier gouden medailles, op de 100 en 400 m vrije slag en in team op de 4 × 100 en de 4 × 200 m vrije slag.
- In het zwemmen won de Australische Dawn Fraser voor de derde maal op rij de 100 m vrije slag. De Sovjet Vjatsjeslav Ivanov deed even goed bij het roeien, in de skiff.
- Bij het boksen werd de titel bij de zwaargewichten (+ 81 kg) gewonnen door een bekende naam: de Amerikaan Joe Frazier.

## Sporten
Tijdens deze Spelen werd er gesport in 21 disciplines binnen 19 sporten.

### Mutaties
| Sport        | Nieuw                                                                          | Verdwenen (t.o.v. 1960) | Opmerkingen                                                     |
| ------------ | ------------------------------------------------------------------------------ | ----------------------- | --------------------------------------------------------------- |
| atletiek     | 400m (v) vijfkamp (v)                                                          |                         |                                                                 |
| judo         | lichtgewicht (m) middengewicht zwaargewicht (m) open klasse (m)                |                         | Judo debuteerde op de Olympische Spelen                         |
| kanovaren    | K-4 1000m (m)                                                                  | K-1 4x500m (m)          |                                                                 |
| paardensport | dressuur team                                                                  |                         | dit onderdeel keert na een afwezigheid van acht jaar weer terug |
| volleybal    | zaal (m) zaal (v)                                                              |                         | Volleybal debuteerde op de Olympische Spelen                    |
| wielersport  | individuele achtervolging (m)                                                  |                         |                                                                 |
| zwemmen      | 200m rugslag (m) 400m wisselslag (m) 4x100m vrije slag (m) 400m wisselslag (v) | 100m rugslag (m)        |                                                                 |
|              | 15                                                                             | −2                      | +13                                                             |

## Deelnemende landen

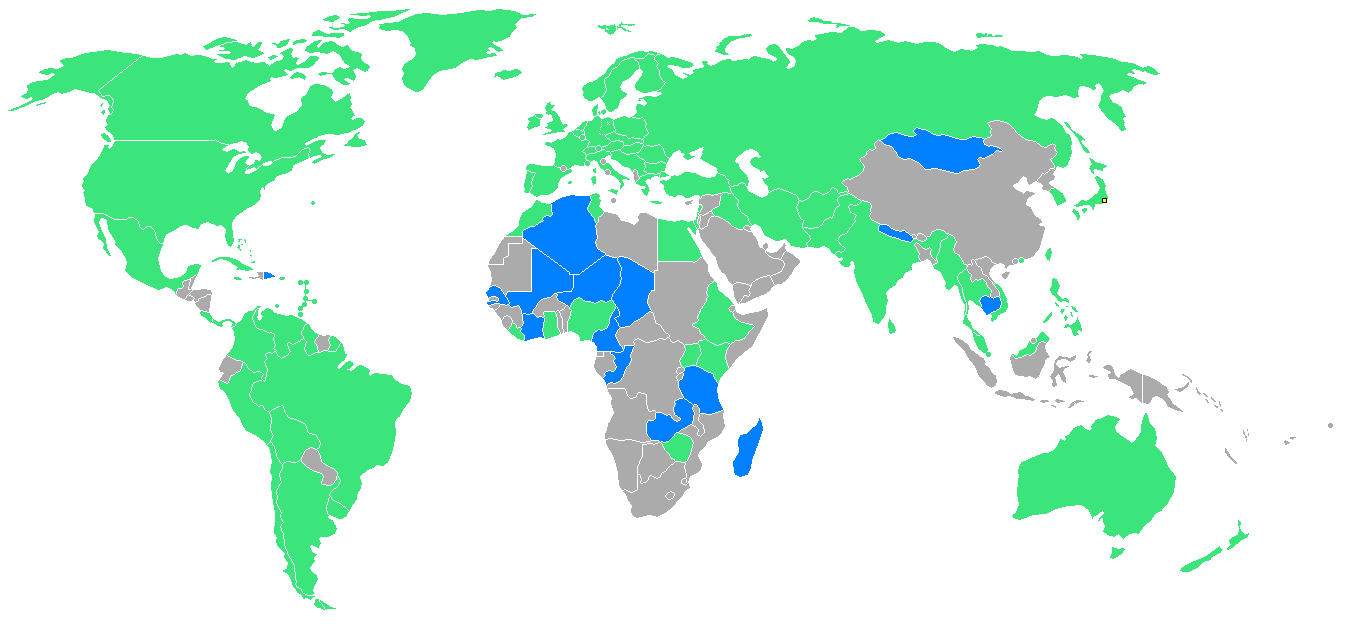

Er hadden zich 94 landen aangemeld voor deelname aan deze Spelen. Voor zestien landen was het hun debuut: Algerije, Congo-Brazzaville, Dominicaanse Republiek, Ivoorkust, Libië, Kameroen, Madagaskar, Maleisië, Mali, Mongolië, Nepal, Niger, Noord-Rhodesië, Senegal, Tanganyika en Tsjaad. Van de nieuw gevormde staat Maleisië namen Malaya (1956, 1960) en Noord-Borneo (1956) eerder zelfstandig deel. De atleten uit Oost- en West-Duitsland streden in een verenigd team. Na de openingsceremonie trokken de Libische atleten zich terug, waardoor in totaal 93 landen om de medailles streden.

### Belgische prestaties
- België haalde twee gouden medailles op deze Spelen. De eerste kwam er in de atletiek. Daar haalde Gaston Roelants de gouden plak binnen op de 3000 meter steeple. Roelants was de grote favoriet. In 1960 was hij al vierde geworden in Rome en in Belgrado was hij in deze discipline Europees kampioen geworden. Tijdens de finale in Tokio bleek zijn meesterschap: halverwege de wedstrijd liep hij uit op iedereen zonder dat iemand hem kon bijhouden. Twee andere Belgische atleten zorgden ook voor mooie prestaties: Jacques Pennewaert haalde de finale op de 800 meter, Wilfried Geeroms deed hetzelfde op de 400 meter horden.
- De tweede gouden medaille kwam er in het wielrennen. Daar haalde Patrick Sercu het goud in de tijdrit over 1 kilometer, voor de Italiaan Pettenela en de Fransman Trentin. In de wegwedstrijd kon Eddy Merckx zich niet afscheiden van het peloton. Merckx eindigde twaalfde. Walter Godefroot was fortuinlijker. Hij veroverde de bronzen plak. Het goud ging naar de Italiaan Zanin; het zilver was voor de Deen Rodian.

Medailles
| Medaille  | Winnaar          | Onderdeel                              |
| --------- | ---------------- | -------------------------------------- |
| Goud (2)  | Gaston Roelants  | atletiek, 3000 m steeple               |
| Goud (2)  | Patrick Sercu    | wielrennen, 1000 m tijdrit             |
| Brons (1) | Walter Godefroot | wielrennen, wegwedstrijd - individueel |

### Nederlandse prestaties
- Voor Nederland waren er twee gouden medailles, de eerste was bij de ploegentijdrit op de weg (wielrennen) die gewonnen werd door Evert Dolman, Gerben Karstens, Jan Pieterse en Bart Zoet.
- Een tweede gouden medaille was er voor Anton Geesink bij de open klasse in het judo. Hij wist in de finale de Japanner Akio Kaminaga te verslaan. Dit verlies kwam hard aan bij het Japanse thuispubliek.
- Bij het zwemmen waren er medailles voor onder anderen Ada Kok en Erica Terpstra.
- Ook bij het roeien werd een aantal zilveren en bronzen gewonnen.
- In de wielerachtervolging voor ploegen was er eveneens brons voor het team bestaande uit Jaap Oudkerk, Cor Schuuring, Henk Cornelisse en Gerard Koel.

Medailles
| Medaille   | Winnaar                  | Onderdeel                             |
| ---------- | ------------------------ | ------------------------------------- |
| Goud (2)   | Anton Geesink            | judo, alle categorieën                |
| Goud (2)   | wielerploeg              | wielrennen, tijdrit op de weg         |
| Zilver (4) | Geurts-Hoekstra          | kanovaren, KII                        |
| Zilver (4) | Ada Kok                  | zwemmen, 100 m vlinderslag            |
| Zilver (4) | dames zwemploeg          | zwemmen, 4 × 100m wisselslag          |
| Zilver (4) | Blaisse en Veenemans     | roeien, 2 zonder stuurman             |
| Brons (4)  | Dames zwemploeg          | zwemmen, 4 × 100 vrije slag           |
| Brons (4)  | Bos, Rouwé en Hartsuiker | roeien, 2 met stuurman                |
| Brons (4)  | Roeien                   | roeien, 4 met stuurman                |
| Brons (4)  | Wielerploeg              | wielrennen, baan ploegenachtervolging |

### Nederlands-Antilliaanse prestaties
Bij hun derde deelname werden de Nederlandse Antillen vertegenwoordigt door vier sporters in twee sporten. Aan het gewichtheffen namen drie mannen deel welke op de 14e, 17e en 19e plaats eindigden in hun gewichtsklasse. De enige deelnemer bij het schermen kwam niet verder dan de eerste ronde.

## Medaillespiegel
Er werden 504 medailles uitgereikt. Het IOC stelt officieel geen medailleklassement op, maar geeft desondanks een medailletabel ter informatie. In het klassement wordt eerst gekeken naar het aantal gouden medailles, vervolgens de zilveren medailles en tot slot de bronzen medailles.
In de volgende tabel staat de top-10 en het Belgische en Nederlandse resultaat. Het gastland heeft een blauwe achtergrond en het grootste aantal medailles in elke categorie is vetgedrukt.
Zie de medaillespiegel van de Olympische Zomerspelen 1964 voor de volledige weergave.
| Plaats | Land               | NOC | Goud | Zilver | Brons | Totaal |
| ------ | ------------------ | --- | ---- | ------ | ----- | ------ |
| 1      | Verenigde Staten   | USA | 36   | 26     | 28    | 90     |
| 2      | Sovjet-Unie        | URS | 30   | 31     | 35    | 96     |
| 3      | Japan              | JPN | 16   | 5      | 8     | 29     |
| 4      | Duits eenheidsteam | EUA | 10   | 22     | 18    | 50     |
| 5      | Italië             | ITA | 10   | 10     | 7     | 27     |
| 6      | Hongarije          | HUN | 10   | 7      | 5     | 22     |
| 7      | Polen              | POL | 7    | 6      | 10    | 23     |
| 8      | Australië          | AUS | 6    | 2      | 10    | 18     |
| 9      | Tsjecho-Slowakije  | TCH | 5    | 6      | 3     | 14     |
| 10     | Groot-Brittannië   | GBR | 4    | 12     | 2     | 18     |
|        |                    |     |      |        |       |        |
| 15     | Nederland          | NED | 2    | 4      | 4     | 10     |
| 20     | België             | BEL | 2    | 0      | 1     | 3      |

Atletiek · Basketbal · Boksen · Gewichtheffen · Hockey · Honkbal (demonstratie) · Judo · Kanovaren · Moderne vijfkamp · Paardensport · Roeien · Schermen · Schietsport · Schoonspringen · Turnen · Voetbal · Volleybal · Waterpolo · Wielersport · Worstelen · Zeilen · Zwemmen
Afghanistan · Algerije · Argentinië · Australië · Bahama's · België · Bermuda · Birma · Bolivia · Brazilië · Brits-Guiana · Bulgarije · Cambodja · Canada · Ceylon · Chili · Colombia · Congo-Brazzaville · Costa Rica · Cuba · Denemarken · Dominicaanse Republiek · Duits eenheidsteam · Ethiopië · Filipijnen · Finland · Frankrijk · Ghana · Griekenland · Groot-Brittannië · Hongarije · Hongkong · Ierland · IJsland · India · Irak · Iran · Israël · Italië · Ivoorkust · Jamaica · Japan · Joegoslavië · Kameroen · Kenia · Libanon · Liberia · Libië · Liechtenstein · Luxemburg · Madagaskar · Maleisië · Mali · Marokko · Mexico · Monaco · Mongolië · Nederland · Nederlandse Antillen · Nepal · Nieuw-Zeeland · Niger · Nigeria · Noord-Rhodesië · Noorwegen · Oeganda · Oostenrijk · Pakistan · Panama · Peru · Polen · Portugal · Puerto Rico · Roemenië · Senegal · Sovjet-Unie · Spanje · Taiwan · Tanganyika · Thailand · Trinidad en Tobago · Tsjaad · Tsjecho-Slowakije · Tunesië · Turkije · Uruguay · Venezuela · Verenigde Arabische Republiek · Verenigde Staten · Vietnam · Zuid-Korea · Zuid-Rhodesië · Zweden · Zwitserland
Olympische Zomerspelen
Olympische Winterspelen
Gerelateerd
Olympische Jeugdspelen · Paralympische Spelen · Deaflympische Spelen · Special Olympic World Games
IOC · COA · BOIC · NOC*NSF · NAOC · SOC
- Gemeinsame Normdatei: 810573-X
- Library of Congress Control Number: n86097973
- Bibliotheek van het Japanse parlement: 00952683
- Nationale Bibliotheek van Tsjechië: kn20091009004
- Nationale Bibliotheek van Israël: 987008638485705171
- Virtual International Authority File: 151355512